# Larissa Riquelme
Larissa Mabel Riquelme Frutos, poznata kao Larissa Riquelme rođena je 22. veljače 1985. godine u paragvajskom glavnom gradu Asunción. Bavi se glumom i radi kao manekenka, a 2010. godine je bila najplaćeniji model u Paragvaju.

## Životopis
Larissa je stekla svoju slavu tijekom Svjetskog nogometnog prvenstva 2010. godine. Inače je navijačica nogometne reprezentacija Paragvaja i nogometnog kluba Cerro Porteño. Svoju slavu je stekla slikom koja je slikana tijekom proslave pobijede Paragvaja nad Slovačkom, a slika je postala slavna zbog mobilnog telefona marke Nokia koji se nalazio između njenih grudi. 
Larissa je glavno lice dezodoransa Axe i pri kraju svjetskog prvenstva 2010. godine viđena je kako nosi majice na kojima reklamira taj isti dezodorans. 
Osim što se bavi manekenstvom, Larissa se natjecala u paragvajskoj verziji emisije Ples sa zvijezdama.